# Interim (Kirche)
Interim (lat. „inzwischen“) ist die Bezeichnung für eine provisorische Regelung kirchlicher oder politischer Zustände. 
Insbesondere versteht man darunter drei Versuche eines vorläufigen konfessionellen Kompromisses, welche unter der Regierung Kaiser Karl V. in Deutschland zwischen Katholiken und Protestanten bis zum Entscheid eines allgemeinen Konzils gemacht wurden, nämlich:
1. das Regensburger Interim (1541)
2. das Augsburger Interim (1548)
3. die polemisch als „Leipziger Interim“ bezeichneten Leipziger Artikel (1548)